# 2,3,3,3-tetrafluorpropeen
2,3,3,3-tetrafluorpropeen of HFO-1234yf is een onverzadigde fluorkoolwaterstof met als brutoformule C3H2F4. HFO staat voor hydrofluoroolefin. Het is bij normale temperatuur en druk een kleurloos gas.
HFO-1234yf wordt door Honeywell en DuPont voorgesteld als een alternatief voor R134a (1,1,1,2-tetrafluorethaan) als koudemiddel in airconditioningsinstallaties van motorvoertuigen. Dit laatste mag in de Europese Unie sedert 2011 niet meer gebruikt worden in nieuwe auto's omdat het aardopwarmingsvermogen te hoog is. De thermodynamische eigenschappen van HFO-1234yf verschillen niet veel van die van R134a, zodat er geen belangrijke aanpassingen aan de airconditioningsinstallaties nodig zijn.
In vergelijking met R134a heeft HFO-1234yf een laag aardopwarmingsvermogen (4 ten opzichte van meer dan 1.400; volgens de Europese regelgeving mag het aardopwarmingsvermogen niet hoger zijn dan 150). De levensduur in de atmosfeer is ook veel lager (11 dagen tegenover 13 jaar). Het ozonafbrekend vermogen van HFO-1234yf is gelijk aan nul. Het heeft een acceptabel toxicologisch profiel. Het is wel een brandbaar gas, maar niet licht ontvlambaar en het is veilig voor gebruik in voertuigen en koelinstallaties. De afbraakprodukten van HFO-1234yf  zijn na ontbinding in de atmosfeer echter langdurig zeer schadelijk voor de natuur.
In bijlage II van de Europese verordening  517/2014 wordt HFO-1234yf (en ook HFO-1234-ze / 1,3,3,3-tetrafluorpropeen) genoemd als rapportageplichtige stof. Bedrijven die met dit middel werken, moeten daarvan een boekhouding bijhouden.